# Komańcza
Pour la commune, voir Komańcza (gmina).
Komańcza est une localité polonaise, siège de la gmina de Komańcza, située dans le powiat de Sanok en voïvodie des Basses-Carpates.